# Copa Oswaldo Cruz 1958
Copa Oswaldo Cruz 1958 - turniej towarzyski o Puchar Oswaldo Cruz między reprezentacjami Paragwaju i Brazylii rozegrano po raz czwarty w 1958 roku.

## Mecze
| 4 maja Rio de Janeiro |  | Brazylia | 5 | - | 1 | Paragwaj |

| 7 maja São Paulo |  | Brazylia | 0 | - | 0 | Paragwaj |

## Końcowa tabela
| M | Reprezentacja | L.m. | Zw. | Rem. | Por. | Bramki | R.br. | Pkt |
| 1 | Brazylia      | 2    | 1   | 1    | 0    | 5:1    | +4    | 3   |
| 2 | Paragwaj      | 2    | 0   | 1    | 1    | 1:5    | -4    | 1   |

Triumfatorem turnieju Copa Oswaldo Cruz 1958 został zespół Brazylii.
Poprzedni turniej: Copa Oswaldo Cruz 1956, następny:Copa Oswaldo Cruz 1961.